# Chiesa di Santa Maria Incoronata (Napoli)
La chiesa di Santa Maria Incoronata è una chiesa di Napoli, ubicata lungo via Medina, nel centro storico: rimane l'unico edificio del XIV secolo della zona della città.

## Storia
Nei pressi del Largo delle Corregge, zona in cui si svolgevano tornei e giostre, a poca distanza dal Castel Nuovo e dove sorgevano importanti edifici della vita pubblica come il Regio Archivio e la Corte dell'Ammiragliato, ma anche numerosi palazzi nobiliari, nella metà del XIV secolo, con molta probabilità nel 1352, Giovanna I di Napoli, per ricordare la sua incoronazione e quella del suo secondo marito, Luigi di Taranto, dispose la costruzione di una chiesa: non si trattò di una nuova costruzione in quanto, quasi certamente, venne riadattata la sede del Regio Tribunale, completata poi con la costruzione di un ospedale; i lavori erano già terminati nel 1373 come si legge in un documento angioino che descrive l'edificio come luogo di culto e di beneficenza. La chiesa venne intitolata a Santa Maria Spina Corona, nome in seguito mutato prima in Santa Maria Coronata e poi in Santa Maria Incoronata: tale appellativo risale al fatto che al suo interno era custodita la reliquia di una spina attribuita alla corona di Cristo, donata dalla regina Giovanna I, che a sua volta l'aveva ricevuta in dono dal re Carlo V di Francia ed ospitata precedentemente nella Sainte-Chapelle di Parigi. Nel 1378 la chiesa passò sotto il controllo dei certosini di San Martino, diventando tra l'altro, durante le dominazioni angioine ed aragonesi, luogo di cerimonie e di incoronazioni.

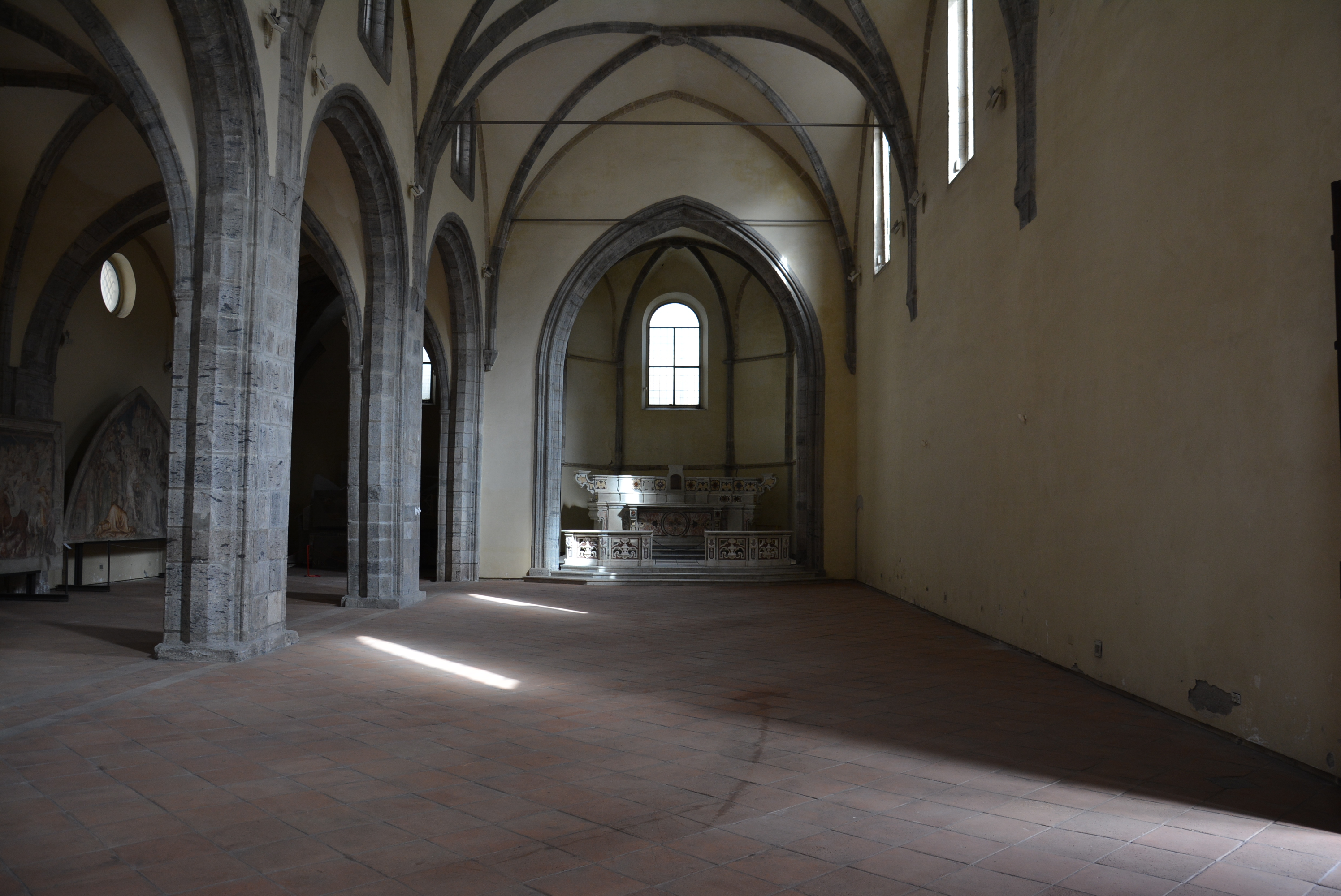
L'interno

Nel XVI secolo, a seguito della costruzione dei fossati e della mura di cinta del Castel nuovo, l'edificio si trovò al di sotto del livello stradale di circa tre metri; in questo stesso periodo inoltre i monaci lasciarono la chiesa che in rovina: in una bolla di papa Pio V del 1565 veniva fatto riferimento che già quaranta anni prima, e quindi nel 1525, i locali del vecchio ospedale erano stati dati in affitto. Nel corso del XVIII secolo venne restaurata, aggiungendo decorazioni in stile barocco che ne alterarono la forma originaria, e quindi riaperta al culto; sulla sua sommità fu costruito un piccolo edificio di due piani.
Tra il 1925 ed il 1929 fu sottoposta a imponenti restauri, guidati da Gino Chierici, che mirarono alla rimozione di tutte le decorazioni barocche, ridando alla struttura il suo aspetto gotico; tra il 1959 ed il 1961 inoltre la chiesa venne liberata dall'edificio sovrastante, già in parte demolito a seguito del bombardamento del 1943 durante la seconda guerra mondiale, riportando alla luce la vecchia copertura a volte estradossate e le basi di due campanili: negli stessi anni furono anche risistemate le decorazioni in marmo del portale d'ingresso. Il terremoto del 1980 costrinse nuovamente la chiusura del tempio ed i lavori di ristrutturazione si protrassero fino al 1993: in seguito la sua apertura non è mai stata regolare, fino ad un ultimo restauro, dedicato soprattutto alle opere pittoriche, che permisero la riapertura nel giugno 2014.

## Descrizione

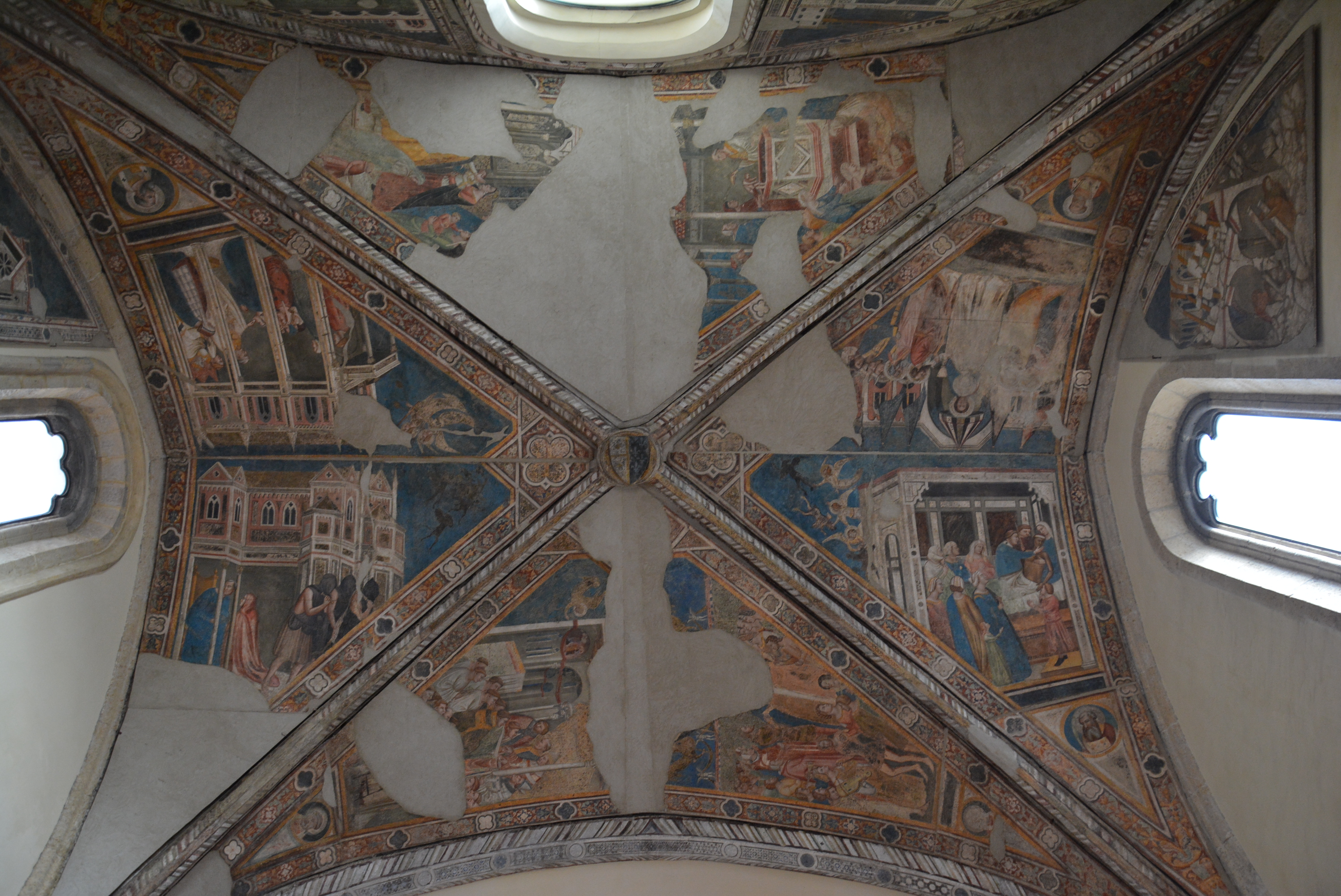
Gli affreschi di Roberto d'Oderisio

La chiesa è posta a circa tre metri sotto il livello stradale e l'accesso è permesso tramite due scale; la facciata non presenta particolari elementi decorativi: sul lato sinistro è posta una finestra, mentre su quello destro si trova il portale d'ingresso, sormontato da una finestra, per poi terminare a timpano; il portale d'ingresso ha una forma ad arco ogivale ed è decorato in marmo bianco di Carrara: in particolare sulle estremità della trabeazione sono posti due bassorilievi raffiguranti stemmi ed al centro due angeli che reggono una corona di spine, a cui la chiesa era originariamente dedicata, mentre nella chiave di volta è posto un altro bassorilievo con la figura di Cristo. Lungo il muro perimetrale destro si trova un portico con colonne che formano archi a sesto acuto di tipo senese, probabilmente risalente al vecchio tribunale esistente prima della costruzione della chiesa ed utilizzato per apporre al suo interno atti giudiziari: le colonne sono state restaurate per volere del Chierici con l'inserimento di cilindri metallici, sostituiti poi con altri in acciaio.
Nella chiesa di Santa Maria Incoronata aveva luogo il culto della reliquia della spina della croce di Cristo: questa devozione è partita dal momento della costruzione della chiesa, nella metà del XIV secolo, e perdurata almeno fino al 1463, anno in cui si hanno le ultime notizie certe delle reliquia, quando la certosa di San Martino chiese la sua restituzione dopo averla data in prestito al decano di Aversa. L'importanza di tale reliquia era tale che il 3 marzo 1370 papa Gregorio IX concesse l'indulgenza a tutti i pellegrini che nei giorni del venerdì santo e della Pentecoste si sarebbero recati in pellegrinaggio alla chiesa; tuttavia l'obiettivo principale di Giovanna I, dotando la chiesa di una simile reliquia, era quello di donare lustro e potere sia a lei che a suo marito Luigi.
All'interno la chiesa presenta un impianto singolare, ossia con due navate, una centrale principale ed una laterale; questa atipica forma ha avuto diverse tesi: probabilmente le due navate servivano per svolgere due riti diversi, uno latino o uno greco, oppure, come spesso avveniva quando le chiese appartenevano ad ordini monastici, una navata era utilizzata per il culto e l'altra per le attività di conferenza e studentesche, o ancora per puro gusto artistico di Giovanna I, la quale aveva visitato, durante il suo esilio in Ungheria, edifici con una struttura simili; alcuni studiosi inoltre datano la costruzione della navata di sinistra ad un periodo successivo a quello della chiesa, mentre altri sostengono che sarebbe potuta esistere una terza navata. La navata principale presenta quattro campate coperte con volta a crociera e sotto la prima si sono conservati alcuni affreschi, anche se parzialmente rovinati, realizzati tra il 1352 ed il 1354 da Roberto d'Oderisio, raffiguranti il Trionfo della Religione e i Sette Sacramenti: in particolare si riconoscono la scena del Battesimo, secondo cui i personaggi dipinti potrebbero essere Carlo, figlio del duca di Calabria e Petrarca e Laura, la scena del Confermazione, in cui sarebbero rappresentati i tre figli di Giovanna I, le scene della Comunione e della Confessione, dove comparirebbe la stessa Giovanna, la scena del Matrimonio, rappresentati il matrimonio tra Giovanna ed il cugino e la scene dell'Ordinazione, dove papa Bonifacio VIII consacrerebbe Ludovico d'Angiò; le attribuzioni legate alla vita di Giovanna di questi affreschi sono tuttavia prive di fondamento. Nelle lunette e in parte delle pareti laterali della prima campata si conserva un altro ciclo di affreschi, sempre eseguito da Roberto d'Oderisio tra il 1340 ed il 1343, con soggetti di Storie bibliche, in particolare Storie di Giuseppe ebreo e Storie di Mosè. Sul fondo della navata di destra, in un'abside poligonale, è posto l'altare maggiore: questo è realizzato in marmi policromi e pietre dure, risalente al XVIII secolo, ed è l'unico elemento superstite della fase barocca della chiesa, così come descritto dal Chierici:
(Ferdinando Galiani)

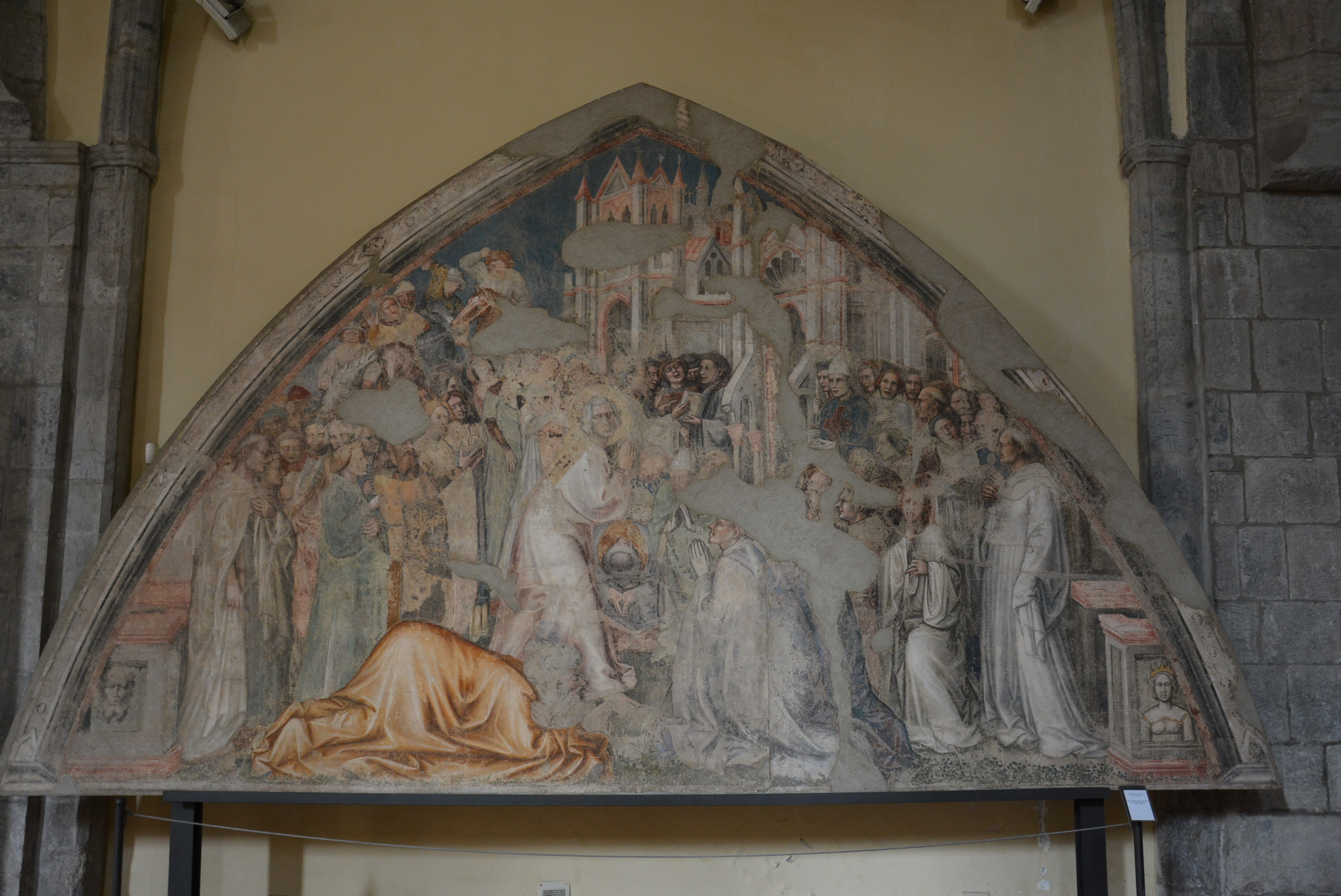
San Ladislao che si reca in chiesa per essere incoronato

La navata di sinistra invece presenta una pianta rettangolare e volte a crociere ribassate; lungo la controfacciata sono poste diverse lapidi funerarie: due anonime datate rispettivamente 1373 e 1402, una di Oliviero Bouchier del 1387, una a Isabella Suliana del 1430, una a Antonio Orzenello del 1528 e una a Tristano Lopez Dox e Caterina Cortes del 1544. Sul fondo è la cappella del Crocifisso la quale presenta sulla volta e le pareti sinopie di affreschi staccati e conservati all'interno dell'edificio stesso, alcuni ancora da sistemare, altri esposti lungo il muro della navata: questi sono stati realizzati tra il 1403 ed il 1414 da un artista anonimo marchigiano, chiamato Maestro delle Storie di San Ladislao e rappresentano, nella volta, Storia di Maria e lungo le pareti scene di vita di san Ladislao, in particolare quelli della parte superiore San Ladislao che si reca in chiesa per essere incoronato e San Ladislao che venera la corona di santo Stefano, mentre quelli della parte inferiore la Battaglia di San Ladislao contro gli Uzi e Storia della carità della pia Elena, sorella di Ladislao, oltre a Architettura illusionista. Nella chiesa era ospitato un crocifisso ligneo, opera di Michelangelo Naccherino, spostato poi nella chiesa di Santa Maria a Costantinopoli ed un polittico raffigurante la Madonna con Bambino e corte di angeli, posto in seguito in una cappella della chiesa di santa Maria del Soccorso a Capodimonte; illuminano l'ambiente una serie di tre finestroni su ogni lato.